# Australinina geniseta
Australinina geniseta är en tvåvingeart som först beskrevs av Malloch 1925.  Australinina geniseta ingår i släktet Australinina och familjen lövflugor. Inga underarter finns listade i Catalogue of Life.